# Плахтіївська волость
Плахтіївська волость — історична адміністративно-територіальна одиниця Аккерманського повіту Бессарабської губернії.
Станом на 1886 рік складалася з 8 поселень, 8 сільських громад. Населення — 7916 осіб (4095 осіб чоловічої статі та 3821 — жіночої), 1217 дворових господарств.
|                     | Площа, десятин | У тому числі орної, дес. |
| ------------------- | -------------- | ------------------------ |
| Сільських громад    | 25214          | 15627                    |
| Приватної власності | 27949          | 9266                     |
| Казенної власності  | —              | —                        |
| Іншої власності     | —              | —                        |
| Загалом             | 52366          | 24893                    |

Поселення волості:
- Плахтіївка (Куридіра) — село колишнє державне при балці Курудер за 50 версти від повітового міста, 2468 осіб, 420 дворових господарств, православна церква, школа, 2 лавки.
- Введенське (Тамура) — село колишнє державне при річці Чилігідер, 857 осіб, 133 дворових господарства, православна церква, школа, 2 лавки, 2 винних погреба.
- Ґура-Чіліґідер (Сатунове) — село колишне державне при річках  Когильник та Чилігідер, 857 осіб, 133 дворових господарства, православна церква, школа, 2 лавки, 2 винних погреби.
- Молодова (Надеждівка) — село колишнє державне при річці Сазгат, 316 особи, 58 дворових господарств.
- Успенське — село колишнє державне при річці Джелігер, 1042 осіб, 191 дворове господарство, православна церква, 2 лавки.
- Ярославка — село колишнє державне при балці Балакчелі, 811 осіб, 133 дворових господарства, православна церква.